# Heilig-Hart-van-Jezuskapel

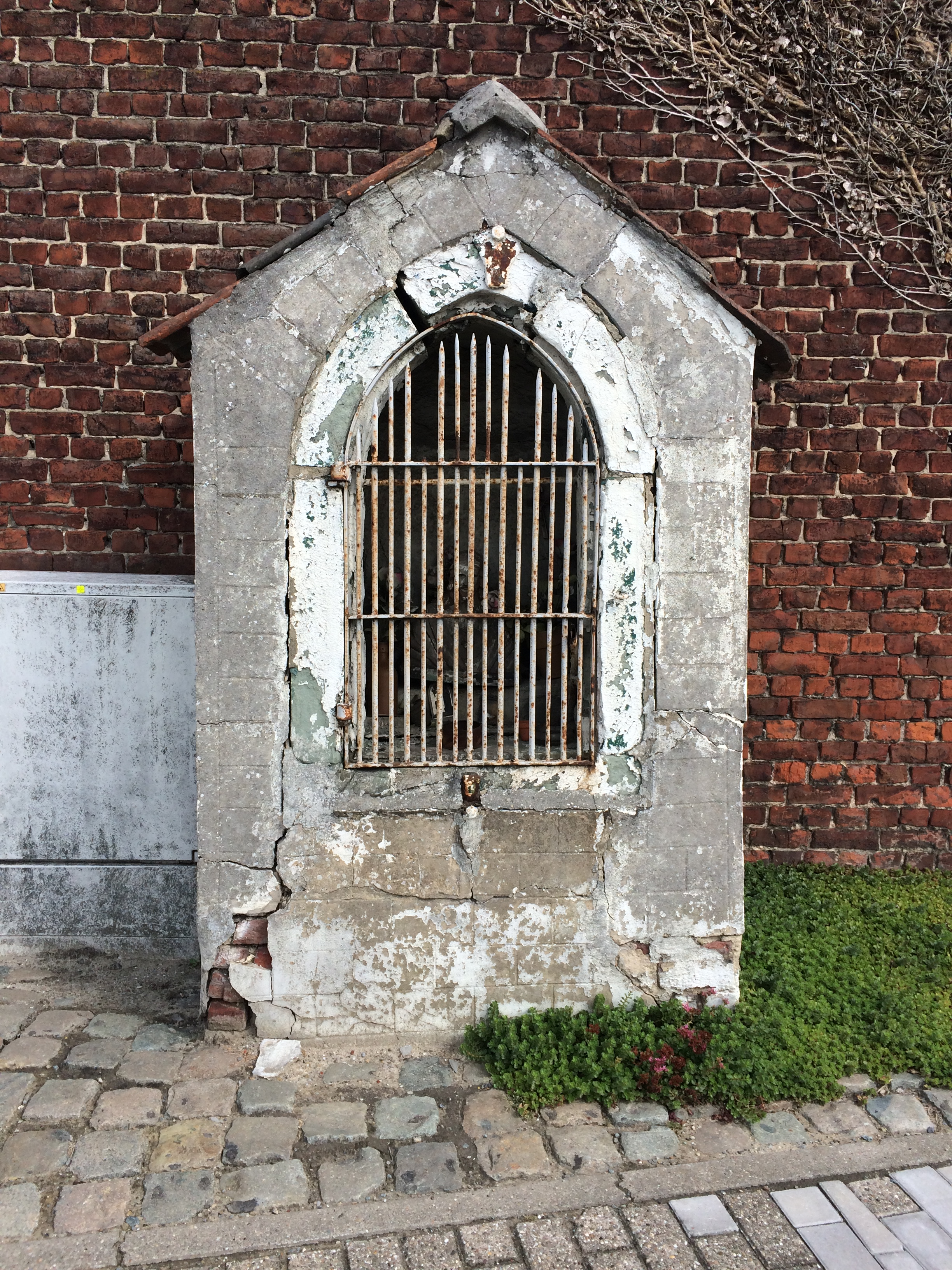
Heilig-Hart-van-Jezuskapel

De Heilig-Hart-van-Jezuskapel is een kapel in Sint-Pieters-Leeuw, gelegen op de hoek van de Bergensesteenweg en de Tobie Swaluwstraat. De schuur waartegen de kapel is aangebouwd draagt het bouwjaar 1870. Het kan dus zijn dat de kapel samen met de schuur gebouwd is.